# Longueville (Calvados)
Longueville é uma comuna francesa na região administrativa da Normandia, no departamento de Calvados. Estende-se por uma área de 6,54 km². Em 2010 a comuna tinha 285 habitantes (densidade: 43,6 hab./km²).